# Ludovico II del Palatinato
Ludovico II di Wittelsbach detto il Severo (in tedesco Ludwig II. der Strenge) (Heidelberg, 13 aprile 1229 – Heidelberg, 2 febbraio 1294) fu duca di Baviera e conte palatino del Reno dal 1253 al 1294.
Nato ad Heidelberg, era figlio del duca Ottone II e di Agnese del Palatinato, figlia di Enrico V della dinastia dei Guelfi, e nipote di Enrico XII il Leone e di Corrado Hohenstaufen.

## Biografia
Nel 1246 supportò le azioni del cognato Corrado IV di Germania contro Enrico Raspe e nel 1251 si trovava in guerra contro il vescovo di Ratisbona.
Nel 1253 succedette al padre come duca di Baviera e conte Palatino insieme al fratello Enrico XIII di Baviera. Fino all'anno successivo i due fratelli esercitarono il potere congiuntamente ma a fronte del moltiplicarsi dei disaccordi il 28 marzo del 1255 e in contrasto con le leggi reali, decisero di dividere il ducato.

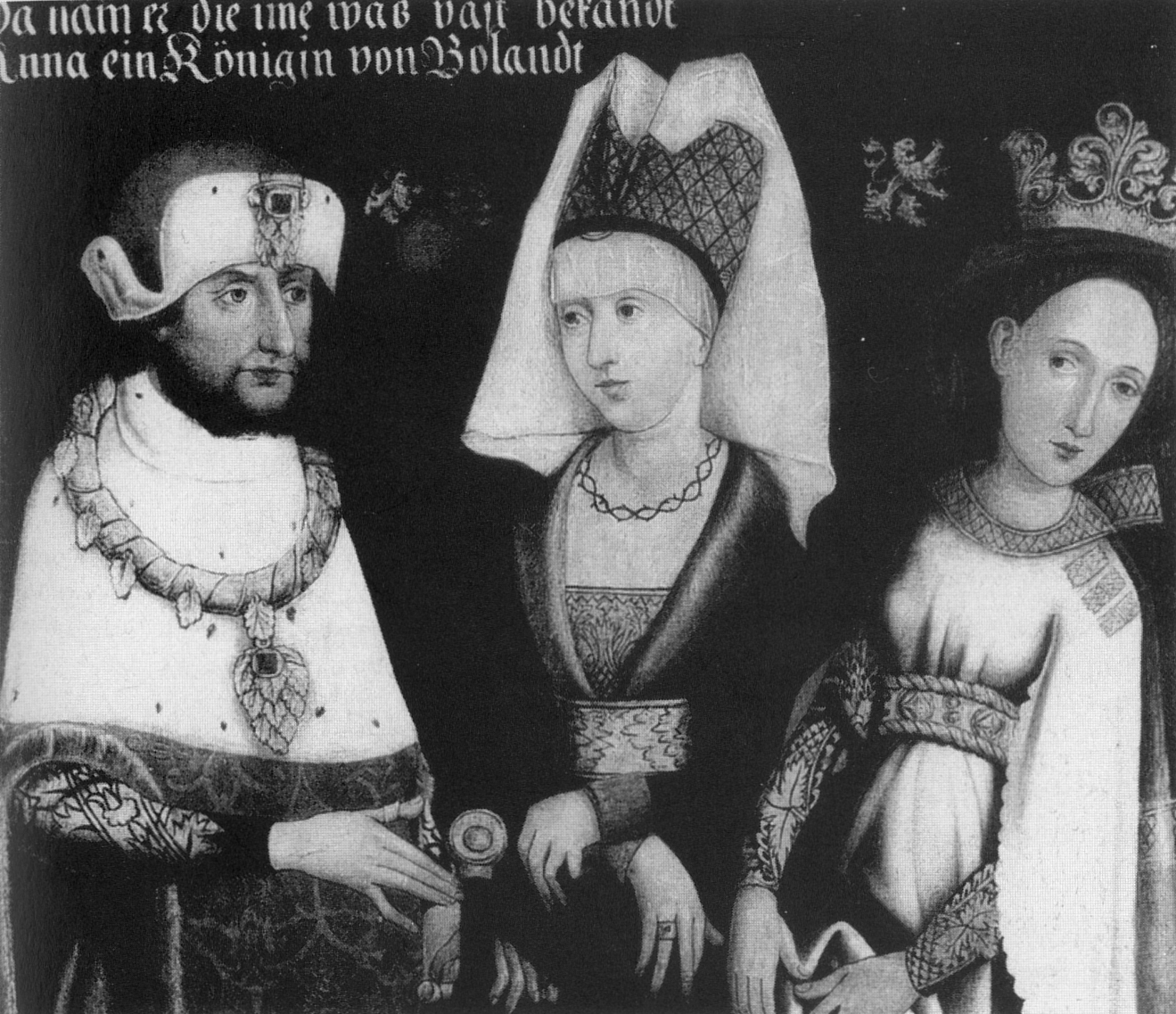
Il duca Ludovico II seduto al fianco delle sue due prime mogli: Maria di Brabante ed Anna di Glogau

Ludovico prese il Palatinato e l'Alta Baviera,  mentre a suo fratello andò la Bassa Baviera. Questa spartizione andava contro le leggi stabilite e come tale causò una rivolta tra i vescovi bavaresi che si allearono con Ottocaro II di Boemia nel 1257. Nell'agosto di quell'anno Ottocaro invase la Baviera, ma Ludovico ed Enrico riuscirono a respingere l'attacco.
Nei suoi territori Ludovico proseguì la politica espansionistica del padre trovando opposizione da parte del vescovo di Magonza.
Nel 1254, alla morte di Corrado IV di Svevia, marito della sorella Elisabetta, divenne tutore del figlio Corradino di Svevia, l'ultimo degli Hohenstaufen nato nel 1252 a Landshut. Quando la sorella sposò Mainardo II di Tirolo-Gorizia Ludovico assunse la tutela completa del giovane Corradino di cui difese strenuamente i diritti ereditari, alla morte di Guglielmo II d'Olanda cercò di promuovere l'elezione a re dei Romani di Corradino, non riuscendo nell'intento sostenne le azioni di Riccardo di Cornovaglia ritenendolo meno pericoloso per il nipote del suo rivale Alfonso X di Castiglia.
Quando Riccardo di Cornovaglia venne fatto prigioniero nel 1264 Ludovico si mobilitò nuovamente per il nipote, nel frattempo divenuto duca di Svevia, per fargli riacquistare potere nel sud della Germania.
In seguito al supporto dato all'impero, venne scomunicato dal papa nel 1266. Nel 1267 accompagnò Corradino sino a Verona. Dopo l'esecuzione del giovane principe a Napoli nel 1268, ereditò da lui alcuni possedimenti in Svevia e supportò l'elezione di Rodolfo I contro Ottocaro II nel 1273.
Il 26 agosto 1278 le armate di Rodolfo e di Luigi si scontrarono nella battaglia di Dürnkrut e Jedenspeigen con l'esercito di Ottocaro e quest'ultimo cadde in battaglia. Nel 1289 la dignità elettorale della Baviera passò nuovamente alla Boemia, ma Ludovico mantenne il titolo di elettore come conte palatino del Reno. Alla morte di Rodolfo nel 1291 non riuscì a sostenere l'elezione del cognato Alberto I contro Adolfo di Nassau.
Morì ad Heidelberg e gli successe il figlio Rodolfo, che divenne pochi mesi dopo genero di Adolfo di Nassau. 
Ludovico II venne sepolto nella cripta dell'Abbazia di Fürstenfeld a Fürstenfeldbruck.

### Matrimoni
Si sposò in prime nozze con Maria di Brabante, figlia del duca Enrico II di Brabante e di Maria, figlia del re Filippo di Svevia, che fece decapitare a Donauwörth il 18 gennaio del 1256 per un falso sospetto di adulterio, da questo episodio nacque, secoli dopo, il soprannome "il Severo".
Della vicenda esistono diversi resoconti, Ludovico si era assentato per diverso tempo da casa, per risolvere problemi di governo nella regione del Reno. Sua moglie scrisse due lettere, una al marito ed un'altra al conte di Kyburg a Hunsrück, un vassallo di Ludovico, che venne per errore portata al marito il quale dalla lettura della lettera si persuase che sua moglie avesse una relazione extraconiugale. La pena prevista per l'adulterio era la decapitazione. A titolo di espiazione la chiesa gli ordinò di fondare l'abbazia cistercense di Fürstenfeld a Fürstenfeldbruck, questo e il fatto che ad una figlia del secondo matrimonio venne dato il nome di Maria fa supporre che si fosse reso conto dell'errore.
Nel 1260 sposò in seconde nozze Anna di Glogau, dalla quale ebbe i seguenti figli che raggiunsero l'età adulta:
- Maria (1261-?);
- Ludovico (1267-1290).

Il 27 ottobre 1273 sposò in terze nozze Matilde d'Asburgo, figlia di Rodolfo I d'Asburgo, dalla quale ebbe i seguenti figli che raggiunsero l'età adulta:
- Rodolfo I (1274-1319);
- Matilde (1275-1319), sposò Ottone II di Braunschweig-Lüneburg;
- Agnese (1276-1340), sposò Enrico II d'Assia e successivamente Enrico di Brandeburgo;
- Anna (1280-?);
- Ludovico IV (1282-1347).

A Ludovico II succedette il figlio maggiore Rodolfo.

## Ascendenza
|                            |                 |                                  | Genitori                |  |  | Nonni |  |  | Bisnonni            |  |  | Trisnonni                |  |
|                            |                 |                                  |                         |  |  |       |  |  | Ottone I di Baviera |  |  | Ottone IV di Wittelsbach |  |
|                            |                 |                                  |                         |  |  |       |  |  | Ottone I di Baviera |  |  | Ottone IV di Wittelsbach |  |
|                            |                 | Heilika di Pettendorf-Lengenfeld |                         |  |  |       |  |  | Ottone I di Baviera |  |  |                          |  |
| Ludovico I di Baviera      |                 |                                  |                         |  |  |       |  |  | Ottone I di Baviera |  |  |                          |  |
|                            |                 | Agnese di Loon                   | Luigi I di Loon         |  |  |       |  |  |                     |  |  |                          |  |
|                            |                 | Agnese di Loon                   | Luigi I di Loon         |  |  |       |  |  |                     |  |  |                          |  |
|                            |                 | Agnese di Loon                   | Agnese di Metz          |  |  |       |  |  |                     |  |  |                          |  |
| Ottone II di Baviera       |                 | Agnese di Loon                   |                         |  |  |       |  |  |                     |  |  |                          |  |
|                            |                 | Federico di Boemia               | Vladislao II di Boemia  |  |  |       |  |  |                     |  |  |                          |  |
|                            |                 | Federico di Boemia               | Vladislao II di Boemia  |  |  |       |  |  |                     |  |  |                          |  |
|                            |                 | Federico di Boemia               | Gertrude di Babenberg   |  |  |       |  |  |                     |  |  |                          |  |
| Ludmilla di Boemia         |                 | Federico di Boemia               |                         |  |  |       |  |  |                     |  |  |                          |  |
|                            |                 | Elisabetta d'Ungheria            | Géza II d'Ungheria      |  |  |       |  |  |                     |  |  |                          |  |
|                            |                 | Elisabetta d'Ungheria            | Géza II d'Ungheria      |  |  |       |  |  |                     |  |  |                          |  |
|                            |                 | Elisabetta d'Ungheria            | Efrosin'ja Mstislavna   |  |  |       |  |  |                     |  |  |                          |  |
| Ludovico II del Palatinato |                 | Elisabetta d'Ungheria            |                         |  |  |       |  |  |                     |  |  |                          |  |
|                            | Enrico il Leone | Enrico X di Baviera              |                         |  |  |       |  |  |                     |  |  |                          |  |
|                            | Enrico il Leone | Enrico X di Baviera              |                         |  |  |       |  |  |                     |  |  |                          |  |
|                            | Enrico il Leone | Gertrude di Supplimburgo         |                         |  |  |       |  |  |                     |  |  |                          |  |
| Enrico V del Palatinato    | Enrico il Leone |                                  |                         |  |  |       |  |  |                     |  |  |                          |  |
|                            |                 | Matilda d'Inghilterra            | Enrico II d'Inghilterra |  |  |       |  |  |                     |  |  |                          |  |
|                            |                 | Matilda d'Inghilterra            | Enrico II d'Inghilterra |  |  |       |  |  |                     |  |  |                          |  |
|                            |                 | Matilda d'Inghilterra            | Eleonora d'Aquitania    |  |  |       |  |  |                     |  |  |                          |  |
| Agnese del Palatinato      |                 | Matilda d'Inghilterra            |                         |  |  |       |  |  |                     |  |  |                          |  |
|                            |                 | Corrado Hohenstaufen             | Federico II di Svevia   |  |  |       |  |  |                     |  |  |                          |  |
|                            |                 | Corrado Hohenstaufen             | Federico II di Svevia   |  |  |       |  |  |                     |  |  |                          |  |
|                            |                 | Corrado Hohenstaufen             | Agnese di Saarbrücken   |  |  |       |  |  |                     |  |  |                          |  |
| Agnese di Hohenstaufen     |                 | Corrado Hohenstaufen             |                         |  |  |       |  |  |                     |  |  |                          |  |
|                            |                 | Irmengarda di Henneberg          | Bertoldo I di Henneberg |  |  |       |  |  |                     |  |  |                          |  |
|                            |                 | Irmengarda di Henneberg          | Bertoldo I di Henneberg |  |  |       |  |  |                     |  |  |                          |  |
|                            |                 | Irmengarda di Henneberg          | Berta di Putelendorf    |  |  |       |  |  |                     |  |  |                          |  |
|                            |                 | Irmengarda di Henneberg          |                         |  |  |       |  |  |                     |  |  |                          |  |